# Javorník (Svitavyi járás)
Javorník (németül:  Mohren) község Csehországban, a Svitavyi járásban. Javorník Čistá, Svitavy, Kukle, Karle és Vendolí településekkel határos. Lakosainak száma 424 fő (2024. január 1.).

## Népesség
A település lakosságának változását az alábbi diagram mutatja:
| Lakosok száma | 419  | 495  | 426  | 347  | 339  | 335  | 400  | 408  | 412  | 424  |
|               | 1869 | 1890 | 1921 | 1950 | 1980 | 2001 | 2017 | 2019 | 2022 | 2024 |